# I Can Get It for You Wholesale (filme)
I Can Get It for You Wholesale é um filme de drama romântico dos Estados Unidos de 1951, dirigido por Michael Gordon para a Twentieth Century Fox. O roteiro de Abraham Polonsky é baseado em adaptação livre de Vera Caspary do romance homônimo de 1937 de Jerome Weidman.

## Elenco
- Susan Hayward...Harriet Boyd
- Dan Dailey...Teddy Sherman
- George Sanders...J.F. Noble
- Sam Jaffe...Sam Cooper
- Randy Stuart...Marge Boyd
- Marvin Kaplan...Arnold Fisher
- Harry von Zell...Savage
- Barbara Whiting...Ellen Cooper
- Vicki Cummings...Hermione Griggs
- Ross Elliott...Ray
- Richard Lane...Kelley
- Mary Philips...Madame Boyd

## Sinopse
Em Nova Iorque, a modelo Harriet Boyd estuda e ambiciona se tornar uma figurinista de moda. Ela convence o costureiro Sam Cooper e o vendedor Teddy Sherman a iniciarem um negócio próprio com ela, mas antes engana a irmã para que ela lhe dê o dinheiro que guardara da herança para o casamento. Os dois sócios de Harriet são especializados em fabricar e negociar vestidos a preços médios e conseguem se sair bem mas quando ela conhece o empresário milionário J. F. Noble, a mulher vê uma chance de entrar para a alta costura. Mas reluta em trair e romper com os sócios.

## Produção
O protagonista do romance de Weidman era um ambicioso homem de negócios mas foi alterado para o sexo feminino para servir de veículo à atriz contratada da Twentieth Century Fox Susan Hayward. Ela e Dan Dailey reprisaram os respectivos papeis em programa da Lux Radio Theatre de 31 de março de 1952 .
Pouco depois do lançamento do filme, o escritor Abraham Polonsky foi chamado para testemunhar perante o Comitê de Atividades Anti-Americanas do Congresso. Sua recusa em negar ou confirmar uma afiliação ao Partido Comunista lhe fez entrar para a Lista negra de Hollywood. Ele continuou a trabalhar usando pseudônimos até o filme Madigan de 1968, quando voltou a ser creditado pelo próprio nome .
O filme foi lançado no Reino Unido como This Is My Affair . Quando foi transmitido pela televisão norte-americana em 1962, o título foi mudado para Only the Best para evitar confusão com musical do mesmo nome baseado na obra de Weidman e que estava em cartaz na Broadway por essa época.